# Elie Saab
Elie Saab (arabă إيلي صعب) (n. 4 iulie 1964, Beirut, Liban) este un designer de origine libaneză, al cărui nume s-a consacrat în ceea ce privește prezentările de modă haute-couture.
Își deschide primul atelier de creație la vârsta de 18 ani în Beirut, prima colecție o prezintă la Casino Du Liban, fiind un succes răsunător, media libaneză numindu-l "geniul precoce" al modei libaneze. Cunoscut pentru rafinamentul și eleganța la cel mai înalt nivel, colecțiile lui Elie Saab oferă în fiecare sezon o avanpremieră a ținutelor pe care urmează să le vedem pe covorul roșu al unor evenimente de notorietate cum ar fi decernarea premiilor Oscar, festivalul de film de la Cannes, Globul de Aur, MTV Music.